# Gonatocerus kodaianus
Gonatocerus kodaianus är en stekelart som först beskrevs av Mani och Saraswat 1973.  Gonatocerus kodaianus ingår i släktet Gonatocerus och familjen dvärgsteklar. Inga underarter finns listade i Catalogue of Life.